# Chōshinsei Flashman
Chōshinsei Flashman (jap. 超新星フラッシュマン Chōshinsei Furasshuman; Supernowa Flashman) – japoński serial z gatunku tokusatsu i zarazem dziesiąty serial z sagi Super Sentai, emitowany na antenie TV Asahi od 1 marca 1986 do 21 lutego 1987.
Każdy odcinek zaczyna się słowami narratora: „Pewnego dnia piątka ziemskich dzieci została porwana i wysłana na kraniec kosmosu. Od tamtej chwili minęło dwadzieścia lat...” (jap. ある日、地球から5人の子供が宇宙の果てにさらわれた。そして20年後… Aruhi, chikyū kara gonin no kodomo ga uchū no hate ni sarawareta. Soshite nijū nen go...).

## Fabuła

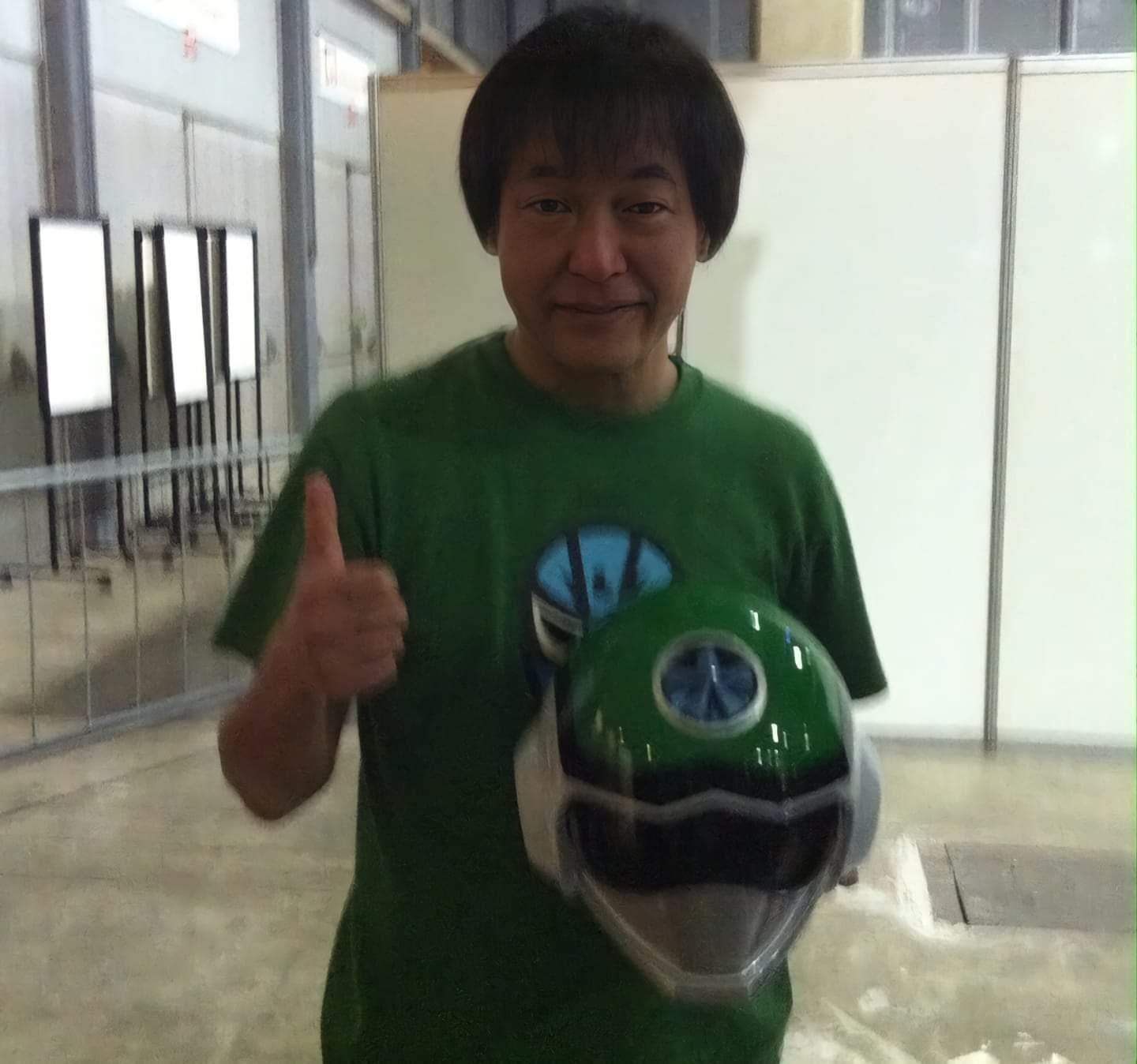
Kihachiro Uemura (2020), aktor wcielający się w rolę Dai'a/Zielonego Flash'a.

W roku 1966, piątka japońskich dzieci – Jin, Dai, Bun, Sara i Rū – została uprowadzona przez Obcych Łowców na rzecz Imperium Mess. Były one potrzebne jako króliki doświadczalne do eksperymentów na ziemskich istotach. Dzieci zostały uratowane przez kosmitów z planety Błysk, którzy wychowali piątkę w odosobnieniu na planecie i jej czterech księżycach. W 1986 roku, piątka gotowa do walki z Messem, planującym podbić Ziemię, wraca na swoją ojczystą planetę. Podejmują się odnalezienia swoich prawdziwych rodziców i obrony planety. Muszą to zrobić w jeden rok, ponieważ nie są przyzwyczajeni do ziemskiej atmosfery i w przeciwnym razie zginą na skutek Zjawiska Antybłysku.

## Flashmani
- Jin (jap. ジン) / Czerwony Flash (jap. レッドフラッシュ Reddo Furasshu; Red Flash) – ma 23 lata. Lider grupy. Na Planecie Błysk zajmował się nauką, mechaniką i trenowaniem sztuk walki oraz siły mentalnej.
  - Broń: Prism Święty Miecz (jap. プリズム聖剣 Purizumu Seiken), Red Vul (jap. レッドバル Reddo Baru)
  - Ataki: Fire Thunder (jap. ファイヤーサンダー Faiyā Sandā), Super Cutter (jap. スーパーカッター Sūpā Kattā)

- Dai (jap. ダイ) / Zielony Flash (jap. グリーンフラッシュ Gurīn Furasshu; Green Flash) – ma 22 lata. Zastępca dowódcy. Fizycznie najsilniejszy z grupy, trenował swoją siłę na księżycu Zielony Błysk.
  - Broń: Prism Kaiser (jap. プリズムカイザー Purizumu Kaizā), Green Vul (jap. グリーンバル Gurīn Baru)
  - Ataki: Rolling Knuckles (jap. ローリングナックル Rōringu Nakkuru), Upside Down Kick, Super Piston (jap. スーパーピストン Sūpā Pisuton), Knuckle Guards (jap. ナックルガード Nakkuru Gādo)

- Bun (jap. ブン) / Niebieski Flash (jap. ブルーフラッシュ Burū Furasshu; Blue Flash) – sarkastyczny 20-latek, najmłodszy z grupy. Dorastał na księżycu Niebieski Błysk. Trenował tam swoją szybkość i zwinność. Potrafi chodzić po ścianach i przeżyć 30 dni bez wody.
  - Broń: Prism Kula (jap. プリズムボール Purizumu Bōru), Star Darts (jap. スターダーツ Sutā Dātsu), Blue Vul (jap. ブルーバル Burū Baru)
  - Ataki: Hurricane Volt (jap. ハリケーンボルト Harikēn Boruto), Super Cyclone (jap. スーパーサイクロン Sūpā Saikuron)

- Sara (jap. サラ) / Żółty Flash (jap. イエローフラッシュ Ierō Furasshu; Yellow Flash) – ma 20 lat. Dorastała na lodowatym księżycu Żółty Błysk. Wydaje się być dla wszystkich zimna, lecz potrafi się przejmować innymi. Potrafi przeżyć w bardzo niskich temperaturach.
  - Broń: Prism Różdżki (jap. プリズムバトン Purizumu Baton), Yellow Vul (jap. イエローバル Ierō Baru), Shocking Beads (jap. ショッキングビーズ Shokkingu Bīzu)
  - Ataki: Snow Freeze (jap. スノーフリーズ Sunō Furīzu), Baton Spark (jap. バトンスパーク Baton Supāku), Super Blizzard (jap. スーパーブリザード Sūpā Burizādo), Mach Blizzard (jap. マッハブリザード Mahha Burizādo), Super Version (jap. スーパーバージョン Sūpā Bājon)

- Rū (jap. ルー) / Różowy Flash (jap. ピンクフラッシュ Pinku Furasshu; Pink Flash) – ma 20 lat. Dorastała na księżycu Różowy Błysk, na którym grawitacja była o wiele wyższa od ziemskiej. Rū potrafi bardzo wysoko skakać, ale ma słabą odporność, przez co szybko się męczy.
  - Broń: Prism Buty (jap. プリズムブーツ Purizumu Būtsu), Pink Vul (jap. ピンクバル Pinku Baru), Shocking Hearts (jap. ショッキングハート Shokkingu Hāto)
  - Ataki: Jet Kick (jap. ジェットキック Jetto Kikku), Bomber Kick (jap. ボンバーキック Bonbā Kikku), Super Tap (jap. スーパータップ Sūpā Tappu), Zero-Gravity Beam (jap. 無重力ビーム Mujūryoku Bīmu)

### Pomocnicy
- Mag (jap. マグ Magu) – robot stworzony przez kosmitów z planety Błysk do ochrony stworzonej przez nich bazy przed intruzami. Przeprogramowany przez Flashmanów, teraz jest ich pomocnikiem.

### Arsenał
- Prism Flash (jap. プリズムフラッシュ Purizumu Furasshu) – moduł transformacji Flashmanów, bransoletka noszona na lewej ręce.
- Prism Shooter (jap. プリズムシューター Purizumu Shūtā) – podstawowa broń wojowników – pistolet laserowy z możliwością przekształcenia w miecz i tarczę.
- Rolling Vulcan (jap. ローリングバルカン Rōringu Barukan) – ogromne działo z obracającą się lufą. Powstaje poprzez połączenie pięciu mniejszych działek, które posiada każdy wojownik. Służy do ostatecznego zniszczenia potworów w ludzkich rozmiarach.

### Pojazdy
- Flash Jastrzębie (jap. フラッシュホーク Furasshu Hōku; Flash Hawks) – motory Flashmanów.
- Round Base (jap. ラウンドベース Raundo Bēsu) – baza Flashmanów.
- Star Condor (jap. スターコンドル Sutā Kondoru) – ogromnny samolot, który transportuje części Flash Króla.

### Mechy
- Flash Król (jap. フラッシュキング Furasshu Kingu; Flash King) – pierwszy robot drużyny. Powstaje z połączenia Tank Commanda, Jet Delty i Jet Seekera. Uzbrojony jest w rakiety, latające pięści, tarczę i Kosmo Miecz. Został zniszczony w 15 odcinku, jednak w 20 odcinku zostaje zreperowany.
  - Tank Command (jap. タンクコマンド Tanku Komando) – maszyna lądowa przypominająca czołg. Należy do Czerwonego Flasha. Formuje tors i głowę Flash Króla.
  - Jet Delta (jap. ジェットデルタ Jetto Deruta) – myśliwiec należący do Zielonego i Żółtego Flasha. Formuje prawe kończyny Flash Króla.
  - Jet Seeker (jap. ジェットシーカー Jetto Shīkā) – samolot AWACS należący do Niebieskiego i Różowego Flasha. Formuje lewe kończyny oraz tarczę Flash Króla.
- Flash Tytan (jap. フラッシュタイタン Furasshu Taitan; Flash Titan) – drugi robot drużyny. Jest to w pewnym sensie transformer, jego podstawową formą jest ciężarówka. Ciągnik tej ciężarówki potrafi się zmienić w robota zwanego Mały Tytan (jap. タイタンボーイ Taitan Bōi; Titan Boy), który może połączyć się z przyczepą w Wielkiego Tytana (jap. グレートタイタン Gurēto Taitan; Great Titan). Jest to pierwszy drugorzędny robot w Sentai.

## Mess
- Wielki Cesarz Lar Deus (jap. 大帝ラー・デウス Daitei Rā Deusu) – ogromy i nieruchomy lider Mess, który próbuje osiągnąć swoją ostateczną formę.
- Wielki Doktor Lee Keflen (jap. 大博士リー・ケフレン Dai Hakase Rī Kefuren) – szalony genetyk, twórca potworów, z którymi walczą Flashmani. Pochodzi z Ziemi.
- Ley Wanda (jap. レー・ワンダ Rē Wanda) – jeden z trójki generałów Mess. Przypomina skrzydlatą, humanoidalną zebrę. Pełen pychy, dumy i poczucia wyższości nad innymi stworzeniami. Później potrafi się przekształcić w potwora Wandarlę.
- Ley Nefel (jap. レー・ネフェル Rē Neferu) – jedna z trójki generałów Mess. Przypomina kobietę odzianą w skórę pantery. Kocha Keflena jak ojca. Brutalna i zła. Potem dostaje moc przemiany w Nefelurę.
- Ley Garus (jap. レー・ガルス Rē Garusu) – jeden z trójki generałów Mess. Został stworzony przez Keflena z DNA różnych dzikich zwierząt. Nic nie mówi, potrafi tylko ryczeć albo mruczeć.
- Urk i Kilt (jap. ウルク&キルト Uruku to Kiruto) – pomagierki Nefel, lesbijki. Urk przypomina wilka a Kilt kota.
- Sir Kauler (jap. サー・カウラー Sā Kaurā) – przywódca Łowców Obcych, odpowiedzialny za porwanie piątki Flashmanów w 1966 roku. Ginie w pojedynku z Czerwonym Flashem w 48 odcinku.
- Bo Gardan (jap. ボー・ガルダン Bō Garudan) – zastępca Kaulera.
- Zolorosi (jap. ゾロー Zorō) – są to masowo produkowani żołnierze Mess, nie stanowią problemu dla Flashmanów.
- Kragen (jap. クラーゲン Kurāgen) – ogromna, latająca meduza, która powiększa potwory. Jego nazwa pochodzi od słowa kurage (海月) oznaczającego meduzę.

## Obsada
- Tōta Tarumi – Jin / Czerwony Flash
- Kihachirō Uemura – Dai / Zielony Flash
- Jō Ishiwata – Bun / Niebieski Flash
- Yōko Nakamura –Sara / Żółta Flash
- Mayumi Yoshida – Rū / Różowa Flash
- Hiroko Maruyama – Mag (głos)
- Unshō Ishizuka – Lar Deus (głos)
- Koji Shimizu – Lee Keflen
- Yutaka Hirose – Ley Wanda
- Sayoko Hagiwara – Ley Nefel
- Jōji Nakata – Kauler
- Yoshinori Okamoto – Bo Gardan

### Aktorzy kostiumowi
- Kazuo Niibori – Czerwony Flash
- Kōji Matoba – Zielony Flash
- Tsutomu Kitagawa – Niebieski Flash
- Masato Akada – Żółta Flash
- Yūichi Hachisuka – Różowa Flash
- Hideaki Kusaka –
  - Lar Deus,
  - Flash Król

Źródło:

## Muzyka
Opening
- „Chōshinsei Flashman” (jap. 超新星フラッシュマン Chōshinsei Furasshuman)

Słowa: Reo Rinozuka
Kompozycja: Yukihide Takekawa
Aranżacja: Keiichi Oku
Wykonanie: Taku Kitahara
Ending
- „Fighting Pose, Flashman!” (jap. ファイティングポーズ、フラッシュマン! Faitingu Pōzu, Furasshuman!)

Słowa: Kōhei Oikawa
Kompozycja: Yukihide Takekawa
Aranżacja: Keiichi Oku
Wykonanie: Taku Kitahara